# Heteropyknose
Unter Heteropyknose (aus griechisch ἕτερο hétero = anders, verschiedenartig sowie πύκνωση pýknoosee = Verdichtung, Verdickung) versteht man in der Zellgenetik einen andersartigen Verpackungsgrad der DNA gegenüber der „normalen“, der vorherrschenden Chromatin- bzw. Chromosomendichte.
Das Wort prägte Siegfried Gutherz Anfang des 20. Jahrhunderts.

## Heteropyknose und Heterochromatin
Unterschiedliche Verpackung bewirkt entsprechend differenzierte Färbbarkeit ganzer Chromosomen oder Chromosomen-Abschnitte. Nach dieser Vorstellung liegt die Heteropyknose dem Heterochromatin zugrunde. Dieses ist gegenüber dem Euchromatin entweder stärker gefärbt (positiv heteropyknotisch) oder schwächer gefärbt (negativ heteropyknotisch). Der Begriff unterscheidet Abschnitte des gefärbten Chromosoms und entstand aus der Hypothese, dass die Färbeintensität vom Verpackungsgrad der DNA abhängt. Das Euchromatin wird als „normal gefärbt“ angesehen.
Häufig sind die Wörter „heterochromatisch“ und „heteropyknotisch“ synonym zu verstehen, also deckungsgleich in der Bedeutung. Dies ist bereits bei Emil Heitz, dem Worteschöpfer von Euchromatin und Heterochromatin, nachzulesen: „Chromosomen, die partiell oder total heteropyknotisch sind, werden als Heterosomen bezeichnet. Mit dem Worte Heterochromatin wird entsprechend derjenige Teil eines Heterochromosoms bezeichnet, der heteropyknotisch (heterochromatisch) ist. Die in der Telophase verschwindenden Teile sind im Gegensatz hierzu Euchromatin (euchromatisch). Sämtliche Ausdrücke bezeichnen rein morphologische Tatsachen.“
Heterochromatin kann isopyknotisch werden und damit sein Färbeverhalten ändern, bleibt aber dennoch Heterochromatin.

## Heteropyknose und selektive Endoreplikation
Emil Heitz beschrieb als Erster bei Drosophila virilis die morphologische Auswirkung der selektiven Endoreplikation an 2n = 12 Chromosomen: „Während nun mit dem Heranwachsen der Kerne die euchromatischen Teile der Chromosomen sich ins Riesenhafte vergrößern, vermögen das die zum Sammelchromozentrum vereinigten heterochromatischen Teile nicht.“
Drosophila nasutoides hat (wie Drosophila melanogaster) 2n = 8 Chromosomen. Daran ist außergewöhnlich, dass alleine das vierte Chromosom 62 % der Kern-DNA in konsitutivem Heterochromatin enthält. Dieser auffällig große Genom-Anteil polytänisiert nicht. Die übersichtliche Situation erlaubt präzise mikroskopische Fotometrie der einzelnen Chromosomen und ergibt ein modellhaftes Beispiel selektiver Endoreplikation. Das auch als „Unterreplikation“ bezeichnete Geschehen setzt in bestimmten Körperzellen bereits im Embryo reguliert ein. Es gehört zum Entwicklungsprogramm, ist also keine (genetische) Krankheit.
Was für D. nasutoides und D. virilis gilt, trifft im Prinzip auch auf D. melanogaster zu und wurde auch bei Zuckmücken beobachtet: Es gibt verzichtbare DNA-Sequenzen, die in beachtlicher Menge nicht an der Endoreplikation teilnehmen.